# شناگرواران
شناگرواران (نام علمی: Portunoidea) نام یک بالاخانواده از فروراسته خرچنگ است.